# Lake Worth (Florida)
Lake Worth es una ciudad ubicada en el condado de Palm Beach en el estado estadounidense de Florida. En el Censo de 2010 tenía una población de 34.910 habitantes y una densidad poblacional de 2.023,24 personas por km².

## Geografía
Lake Worth se encuentra ubicada en las coordenadas 26°37′11″N 80°3′31″O / 26.61972, -80.05861. Según la Oficina del Censo de los Estados Unidos, Lake Worth tiene una superficie total de 17.25 km², de la cual 15.21 km² corresponden a tierra firme y (11.86%) 2.05 km² es agua.

## Demografía
Según el censo de 2010, había 34.910 personas residiendo en Lake Worth. La densidad de población era de 2.023,24 hab./km². De los 34.910 habitantes, Lake Worth estaba compuesto por el 60.04% blancos, el 19.81% eran afroamericanos, el 5.62% eran amerindios, el 0.96% eran asiáticos, el 0.09% eran isleños del Pacífico, el 8.92% eran de otras razas y el 4.56% pertenecían a dos o más razas. Del total de la población el 39.63% eran hispanos o latinos de cualquier raza.